# ناحیه ایست ولی، شهرستان مارشال، مینه سوتا
ناحیه ایست ولی (به انگلیسی: East Valley Township) یک منطقهٔ مسکونی در ایالات متحده آمریکا است که در شهرستان مارشال، مینه‌سوتا واقع شده‌است.
 ناحیه ایست ولی ۹۰٫۴ کیلومتر مربع مساحت و ۴۵ نفر جمعیت دارد و ۳۴۷ متر بالاتر از سطح دریا واقع شده‌است.